# Catalina Gómez (periodista)
María Catalina Gómez Sánchez (Armenia, Quindío, Colombia, 8 de septiembre de 1984) es una periodista, presentadora de noticias y comunicadora social colombiana. Es presentadora de la edición del mediodía de Noticias Caracol.

## Biografía y vida personal
Es hija de Óscar Gómez y Luz Estella Sánchez. Tiene dos hermanos, uno de ellos es el periodista deportivo y ex director de deportes de Caracol Televisión, Óscar Gómez. Realizó sus estudios escolares en el Colegio Behlemitas de Armenia. A la edad de 17 años se mudó de Armenia a Medellín, donde estudió Comunicación social y Periodismo en la Universidad Pontificia Bolivariana.

## Carrera
En 2006, llegó a los medios de comunicación como practicante de Noticias RCN, luego debutó como productora del programa Buscando la noche de RCN Radio en Bogotá. En 2008 ingresó al canal de noticias NTN24 como presentadora internacional y reportera, donde cubrió cumbres internacionales en Trinidad y Tobago y Panamá, y entrevistó a las presidentas Cristina Fernández y Michelle Bachelet de Argentina y Chile respectivamente.
En marzo de 2012, se convirtió en jefe de prensa del Programa Presidencial Colombia Joven. Luego, en septiembre de ese año, pasó a ser productora y presentadora del noticiero de MundoFOX 8 en Miami de WGEN-TV. Al tiempo ingresó a la televisión pública, en el programa institucional País Posible del Departamento para la Prosperidad Social (DPS). En marzo de 2013 ingresó a Noticias Caracol como reportera y presentadora de los noticieros del fin de semana. Posteriormente se hizo cargo de la primera emisión del informativo, junto a Juan Diego Alvira. Asimismo, hizo parte de manera esporádica del espacio Mañanas Blu 10 AM en 2016, y Vive Medellín en 2017 de Blu Radio.

## Trayectoria en los medios
| Año         | Trabajo                               | Notas                     |
| ----------- | ------------------------------------- | ------------------------- |
| 2006 - 2007 | Buscando la noche de RCN Radio Bogotá | Productora                |
| 2008 - 2011 | Informativos de NTN 24                | Presentadora              |
| 2012        | Colombia Joven                        | Jefe de prensa            |
| 2012 - 2013 | Noticias MundoFOX 8                   | Presentadora y productora |
| 2012 - 2013 | País Posible                          | Presentadora              |
| 2013-       | Noticias Caracol                      | Presentadora              |
| 2016        | Mañanas Blu 10 AM                     | Colaboradora frecuente    |
| 2017-19     | Vive Medellín                         | Colaboradora frecuente    |